# Paris Masters 2015
Il Paris Masters 2015, ufficialmente BNP Paribas Masters 2015 per motivi di sponsorizzazione, è stato un torneo di tennis giocato sul cemento indoor. È stata la 44ª edizione del Paris Masters, che fa parte della categoria ATP World Tour Masters 1000 nell'ambito dell'ATP World Tour 2015. È stato l'ultimo torneo ATP della stagione prima delle World Tour Finals. Il torneo si è giocato al Palais omnisports de Paris-Bercy di Parigi, in Francia, dal 31 ottobre al 8 novembre 2015.

## Partecipanti

### Teste di serie
| Nazionalità | Giocatore          | Ranking* | Testa di serie |
| ----------- | ------------------ | -------- | -------------- |
| Serbia      | Novak Đoković      | 1        | 1              |
| Regno Unito | Andy Murray        | 2        | 2              |
| Svizzera    | Roger Federer      | 3        | 3              |
| Svizzera    | Stan Wawrinka      | 4        | 4              |
| Rep. Ceca   | Tomáš Berdych      | 5        | 5              |
| Giappone    | Kei Nishikori      | 6        | 6              |
| Spagna      | Rafael Nadal       | 7        | 7              |
| Spagna      | David Ferrer       | 8        | 8              |
| Francia     | Jo-Wilfried Tsonga | 10       | 9              |
| Francia     | Richard Gasquet    | 11       | 10             |
| Sudafrica   | Kevin Anderson     | 12       | 11             |
| Croazia     | Marin Čilić        | 13       | 12             |
| Stati Uniti | John Isner         | 14       | 13             |
| Francia     | Gilles Simon       | 15       | 14             |
| Spagna      | Feliciano López    | 16       | 15             |
| Belgio      | David Goffin       | 17       | 16             |

* Ranking al 26 ottobre 2015.

### Altri partecipanti
I seguenti giocatori hanno ricevuto una wildcard per il tabellone principale:
- Pierre-Hugues Herbert
- Nicolas Mahut
- Lucas Pouille

I seguenti giocatori sono passati dalle qualificazioni:

- Aljaž Bedene
- Pablo Carreño Busta
- Marcel Granollers
- Dušan Lajović
- Édouard Roger-Vasselin
- Lukáš Rosol

I seguenti giocatori sono entrati come Lucky loser:
- Tejmuraz Gabašvili

## Campioni

### Singolare
Novak Đoković ha sconfitto in finale  Andy Murray per 6-2, 6-4.
- È il cinquantottesimo titolo in carriera per Đoković, il decimo del 2015 e quarto a Bercy.

### Doppio
Ivan Dodig /  Marcelo Melo hanno sconfitto in finale  Vasek Pospisil / Jack Sock per 2–6, 6–3, [10–5].